# Myoporeae

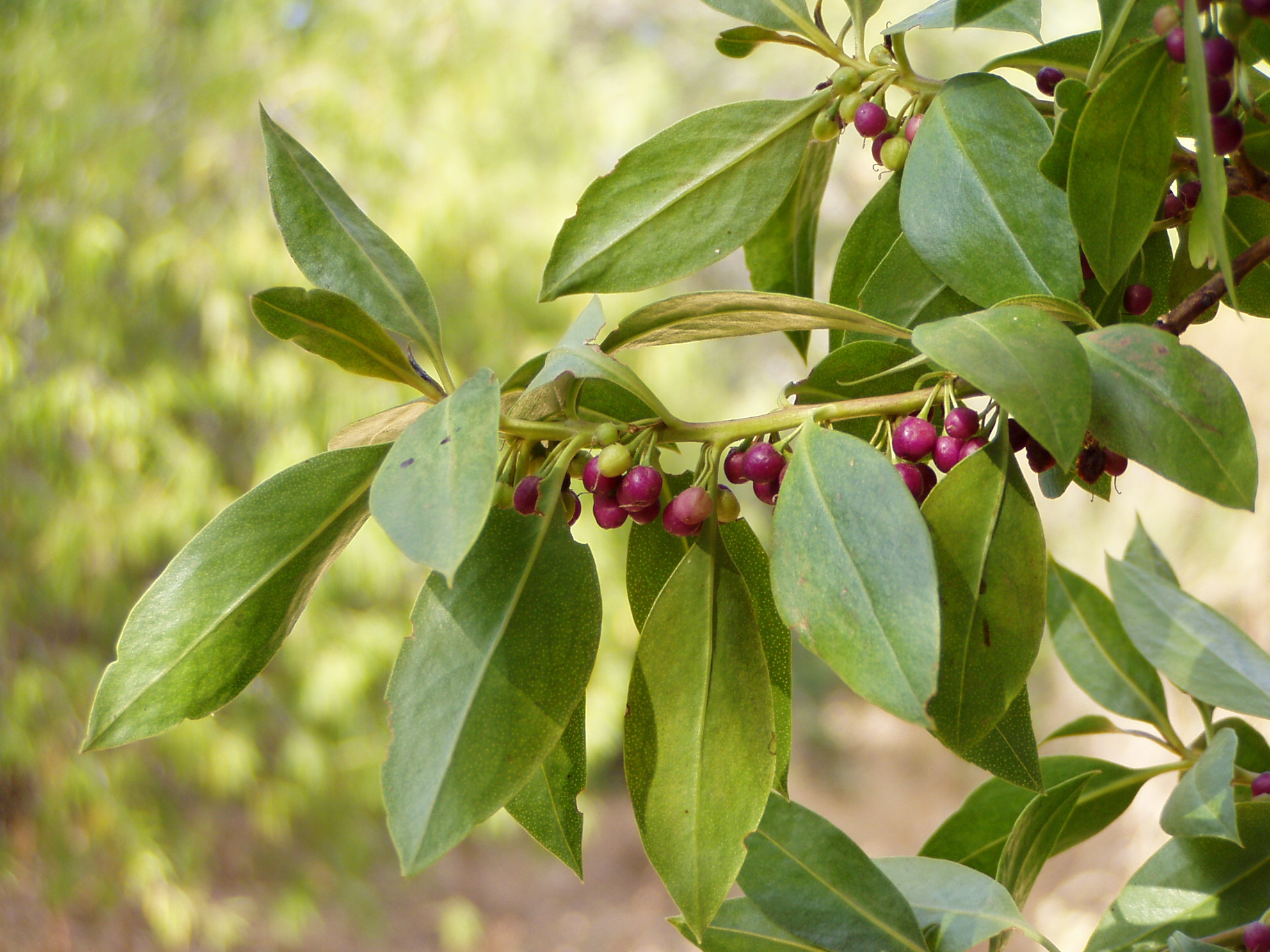
Sempreverd (Myoporum laetum), una espècie nativa de Nova Zelanda introduïda als Països Catalans

Myoporeae és una tribu de la família de les escrofulariàcies (Scrophulariaceae), són arbusts o arbrets.

## Taxonomia
Des que l'antiga família de les mioporàcies (Myoporaceae) va ser suprimida en integra-se dins les escrofulariàcies en forma de tribu, la seva composició ha anat canviant i ha hagut diferents canvis a mesura que s'han fet estudis filogenètics, des dels set gèneres Bontia, Calamphoreus, Diocirea, Eremophila, Glycocystis, Myoporum i Pentacoelium fins als quatre actuals, després que Calamphoreus i Diocirea s'integressin dins Eremophila i Pentacoelium dins Myoporum.

### Gèneres
Actualment es reconeixen els següents gèneres dins d'aquesta tribu:
- Bontia L.
- Eremophila R.Br.
- Glycocystis Chinnock
- Myoporum Banks & Sol. ex G.Forst.

Bontia i Glycocystis són gèneres monotípics, mentre que Eremophila agrupa més de 240 espècies i Myoporum més de 30.

## Història taxonòmica
En sistemes antics de classificació de plantes com ara el sistema Cronquist, que fou molt popular, es reconeixia la família de les mioporàcies dins de l'ordre de les Scrophulariales però amb una circumscripció diferent de l'actual tribu Myoporeae. A la versió del 1997 del sistema Takhtadjan també es reconeixia la família de les mioporàcies, dins de l'ordre de les Scrophulariales, que feia part del superordre Lamianae, amb una circumscripció diferent a la del sistema Cronquist i a la de l'actual Myoporeae.
El primer sistema APG (1998) va reconèixer la família de les mioporàcies i la va situar dins de l'ordre de les lamials (Lamiales). A la segona versió, APG II, (2003) les mioporàcies van desaparèixer com a família i els seus membres van passar a la família de les escrofulariàcies, dins d'aquesta família es reconeix la tribu Myoporeae.